# Sacro Cuore di Gesù delle Suore Riparatrici
Sacro Cuore di Gesù delle Suore Riparatrici är ett kapell i Rom, helgat åt Jesu heliga hjärta. Kapellet är beläget vid Via Isabella de Rosis i quartiere Prenestino-Labicano och tillhör församlingen Santa Maria Mediatrice.
Kapellet och den intilliggande skolan förestås av Suore Riparatrici del Sacro Cuore, en kongregation, grundad av Isabella de Rosis (1842–1911) år 1875.

## Historia
Kapellet uppfördes under 1900-talets andra hälft. Kapellet har inte någon egen fasad, men byggnaden vid Via Isabella de Rosis nummer 8 har en staty föreställande Jesu heliga hjärta.

## Kommunikationer
- Tunnelbanestation Malatesta – Roms tunnelbana, linje
- Busshållplats Bullicante/Malatesta – Roms bussnät, linje 409 n409